# Tropobracon persimilis
Tropobracon persimilis är en stekelart som först beskrevs av Szepligeti 1913.  Tropobracon persimilis ingår i släktet Tropobracon och familjen bracksteklar. Inga underarter finns listade i Catalogue of Life.